# Epistylididae
Synonymes
- Apiosomatidae,
- Epistylidae Kahl,
- Ichthyophyllinae,
- Nedulidae,
- Nidulidae,
- Nidulinae

Famille
Les Epistylididae sont une famille de Ciliés de la classe des Oligohymenophorea et de l'ordre des Peritrichida.

## Étymologie
Le nom de la famille vient du genre type Epistylis, composé du préfixe epi-, « sur », et du suffixe -styl, « pilier, support, tige », littéralement « (organisme) sur un support », en référence au fait qu'ils sont, au cours de certaines étapes de leur cycle de vie, à l'état  fixé sur une tige.

## Description
Les Epistylididae ont une taille petite à grande ( < 80 μm à > 200 μm), certaines espèces de Campanella et Epistylis ayant des zooïdes pouvant atteindre 600 μm de longueur. Leur forme est ovoïde, cylindrique-conique ou campanulée (c. à d. en forme d'une cloche renversée). Leur trophontes sont contractiles, sur une tige non contractile, qui peuvent être extrêmement difficiles à résoudre en microscopie optique (par exemple Apiosoma). En l'absence de tige, ces ciliés sont dans une lorica. Ils sont solitaires ou coloniaux. Leur région buccale comporte, notamment, des lèvres péristomiales et un disque épistomial, légèrement en saillie. Leur ciliature buccale fait entre un à cinq tours complets autour du péristome. Leur macronoyau est allongé, de forme ellipsoïde ou en forme de bande. Micronoyau et vacuole contractile sont présents. Le cytoprocte n'a pas été observé.

## Habitat et répartition
Les Epistylididae vivent en eau douce et parfois en mer sous forme libre ou de symphorionte associés à divers hôtes, lesquels peuvent être d'autres ciliés péritriches, des mollusques, des crustacés, des insectes aquatiques et certains vertébrés, tels que des poissons d'eau douce, sur le tégument desquels les espèces du genre Apiosoma sont particulièrement répandues.

## Liste des genres
Selon GBIF (31 décembre 2023) :
- Apiosoma Blanchard, 1885
- Campanella Goldfuss, 1820
- Entziella Stiller, 1951
- Epistylis Ehrenberg, 1830 genre type
  - Espèce type : Epistylis plicatilis Ehrenberg 1830
- Gonzeella Kufferath, 1953
- Heteropolaria Foissner & Schubert, 1977
- Nidula Gajewskaja, 1933
- Opisthostyla Stokes, 1886
- Orborhabdostyla Foissner, Blake, Wolf, Breiner & Stoeck, 2009
- Pachystomos Rudzinska, 1952
- Parazoothamnium Piesik, 1975
- Pseudepistylis Peng, Shi & Warren, 2007
- Pseudothuricola Kahl, 1935
- Rhabdostyla Kent, 1881
- Scyphidiella Guhl, 1979

Selon Lynn (2010) :
- Apiosoma Blanchard, 1885
- Campanella Goldfuss, 1820
- Epistylis Ehrenberg, 1830  genre type
- Foissnerella Jankowski, 1986
- Heteropolaria Foissner & Schubert, 1977
- Ichthyophyllum Jankowski, 1976 [nomen nudum]
- Nuchterleinella Matthes, 1990
- Opisthostyla Stokes, 1886 (subj. syn. Rhabdostyla )
- Rhabdostyla Kent, 1881 (genre fossile du Trias inférieur)
- Uvelinus Jankowski, 1985

## Systématique
Le nom valide de ce taxon est Epistylididae Kahl, 1933.